# Дорнод
Дорнод (ранее Восточный аймак; монг. Дорнод аймаг?, ᠳᠣᠷᠤᠨᠠᠳᠤ
 ᠠᠶᠢᠮᠠᠭ?; также Чойбалсановский аймак монг. Чойбалсан аймаг) — аймак в Монголии.

## Общие сведения
Аймак Дорнод образован в результате административно-территориальной реформы в 1941 году и до 1963 года назывался Чойбалсанский аймак, в честь руководителя Монгольской Народной республики Х. Чойбалсана. В 1963 году после развенчания культа личности Чойбалсана переименован в «Восточный» аймак (монг. Дорнод). Площадь аймака составляет 123 597 км². Численность населения — 68 873 человека (на конец 2010 года). Административный центр — город Чойбалсан. Аймак состоит из 14 сомонов.

## География
Дорнод находится на крайнем востоке Монголии. Северная его граница является государственной границей Монголии с Россией (Забайкальский край), южная и восточная — границей Монголии с Китаем. На юго-западе от Дорнода расположен аймак Сухэ-Батор, на северо-западе — Хэнтий.
В северной части аймака протекает река Улдза, в его центральной части — река Керулен, на которой стоит главный город — Чойбалсан. В его восточной части, на границе с Китаем лежит озеро Буйр-Нур. На северо-западе высятся Хэнтэйские горы, покрытые лиственничной тайгой, на крайнем востоке — хребет Большой Хинган, с которого стекает река Халхин-Гол, питающая озеро Буйр-Нур. В районе этой реки в 1939 году произошли бои с японцами. Основная часть аймака представляет собой степную Восточно-Монгольскую равнину.
На территории аймака разведаны месторождения нефти, также находится крупнейшее в Монголии Дорнодское урановое месторождение.

## Административное деление
| №  | Сомон            | Оригинальное название | Площадь, км² | Население, чел. (2005) | Население, чел. (2009) | Плотность, чел./км² | Население центра сомона чел. (2009) |
| -- | ---------------- | --------------------- | ------------ | ---------------------- | ---------------------- | ------------------- | ----------------------------------- |
| 1  | Баяндун          | Баяндун               | 6 237        | 2 906                  | 2 936                  | 0,47                | 1 231                               |
| 2  | Баянтумэн        | Баянтүмэн             | 8 321        | 1 945                  | 2 006                  | 0,24                | 840                                 |
| 3  | Баян-Уул         | Баян-Уул              | 5 623        | 4 737                  | 4 451                  | 0,79                | 2 553                               |
| 4  | Булган           | Булган                | 7 111        | 1 860                  | 1 775                  | 0,25                | 815                                 |
| 5  | Чойбалсан        | Чойбалсан             | 10 152       | 2 844                  | 2 691                  | 0,27                | 1 305                               |
| 6  | Чулуунхороот     | Чулуунхороот          | 6 539        | 1 518                  | 1 609                  | 0,25                | 696                                 |
| 7  | Дашбалбар        | Дашбалбар             | 8 713        | 3 347                  | 3 246                  | 0,37                | 1 461                               |
| 8  | Гурванзагал      | Гурванзагал           | 5 252        | 1 386                  | 1 338                  | 0,25                | 441                                 |
| 9  | Халхгол          | Халхгол               | 28 093       | 2 863                  | 3 203                  | 0,11                | 1 756                               |
| 10 | Хэрлэн (Сүмбэр)* | Хэрлэн (Сүмбэр)       | 281          | 40 667                 | 40 439                 | 143,91              | 40 439                              |
| 11 | Хуленбуйр        | Хөлөнбуйр             | 3 773        | 1 847                  | 1 776                  | 0,47                | 804                                 |
| 12 | Матад            | Матад                 | 22 831       | 2 274                  | 2 526                  | 0,11                | 834                                 |
| 13 | Сэргэлэн         | Сэргэлэн              | 4 169        | 2 194                  | 2 198                  | 0,53                | 577                                 |
| 14 | Цагаан-Овоо      | Цагаан-Овоо           | 6 502        | 3 393                  | 3 696                  | 0,57                | 1 488                               |

* - административный центр аймака — Чойбалсан.